# Вишенки (Тернопольская область)
Вишенки (укр. Вишеньки) — село в Золотниковской сельской общине Тернопольского района Тернопольской области Украины.
Население по переписи 2001 года составляло 27 человек. Занимает площадь 0,148 км². Почтовый индекс — 48142. Телефонный код — 3551.
До 2020 года входило в Теребовлянский район.